# Missió Internacional Africana de Suport a Mali
La Missió Internacional Africana de Suport a Mali (MIASM) (en anglès African-led International Support Mission to Mali, AFISMA) és una missió militar dirigida per la Comunitat Econòmica dels Estats de l'Àfrica Occidental (CEDEAO) per proporcionar assistència a un dels seus membres, Mali, on ha esclatat un conflicte al nord del país impulsat pels rebels tuaregs d'Azawad amb integristes islàmics. Aquesta missió ha estat autoritzada per la Resolució 2085 del Consell de Seguretat de les Nacions Unides, amb data 20 de desembre de 2012, que "autoritza el lideratge africà en el desplegament d'una missió de suport internacional a Mali per un període inicial d'un any".
La Resolució 2085 preveu que l'AFIMA ajudi a « reconstituir la capacitat de les forces armades malineses » per permetre a les autoritats de reprendre el control de les zones del nord del seu territori, tot preservant la població civil. L'AFISMA té coma objectiu donar suport l'exèrcit malinès a desallotjar els grups islamistes (AQMI, MUJAO, Ansar Dine) que han pres el control del Nord de Mali després de derrotar els rebels separatistes tuaregs del Moviment Nacional per l'Alliberament de l'Azawad.
L'AFISMA va ser substituïda per la Missió Multidimensional Integrada de les Nacions Unides per l'Estabilització a Mali (MINUSMA) a partir de l'1 de juliol de 2013

## Context

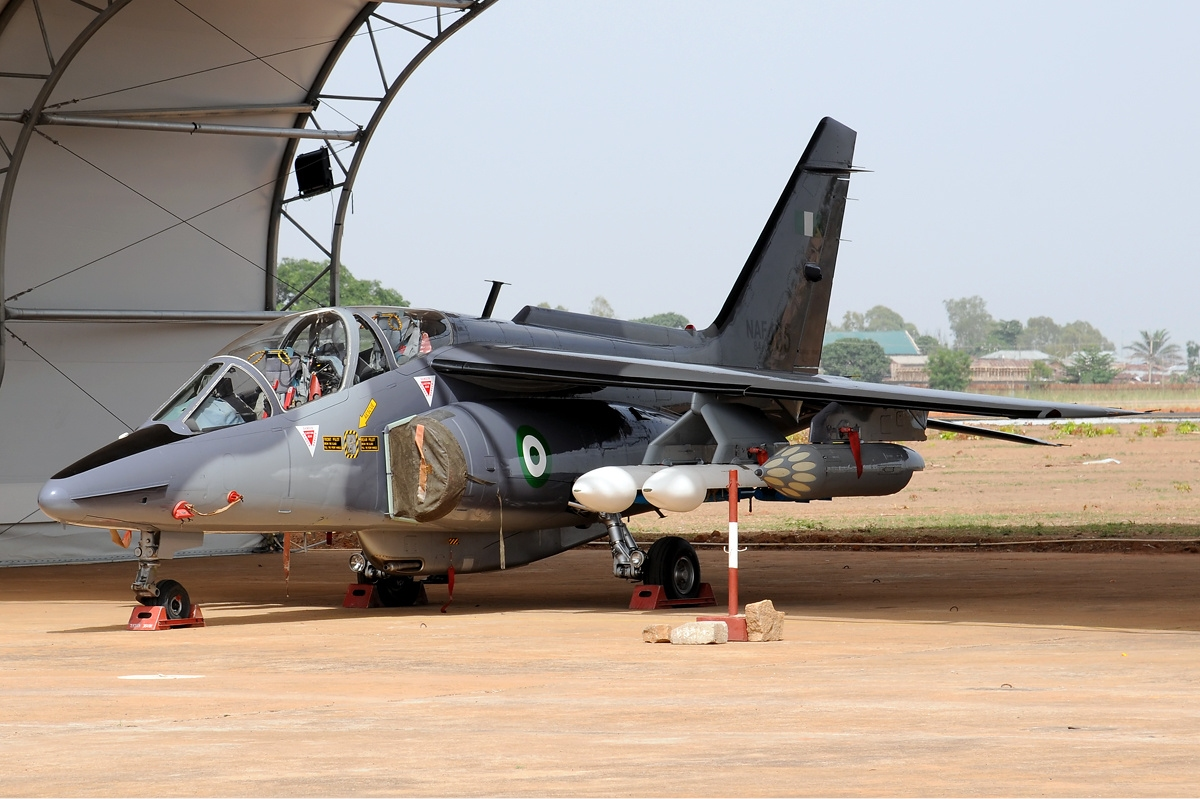
Un Alpha Jet E de Nigèria.

L'AFISMA va ser planificada inicialment per setembre de 2013, però una ofensiva gihadista inesperada que provocà la intervenció immediata francesa provocà un augment del desplegament de tropes de la CEDEAO de 3.300 aà 5.700 el 26 de gener, o entre 7.700 i 8.000 militars africans comptant les forces txadianes i de fora d'Àfrica Occidental. El comandant de l'AFISMA fou el general nigerí Shehu Abdulkadir.
A més de les forces de terra, la Forces Armades de Nigèria desplegaren dos Alpha Jet a l'Aeroport Internacional Diori Hamani de Niamey al Níger i enviant helicòpters Mi-35.

## Pressupost i finançament
El pressupost anual esmentat va ser avaluat per primera vegada a mitjan gener de 2013 entre 180 i 375 milions d'euros, a partir del 28 de gener de 2012 a 460 milions de dòlars nord-americans o 342 milions d'euros. La majoria dels països que participen en aquesta força no tenen els mitjans financers per satisfer les necessitats. Una conferència de donants va tenir lloc el 29 de gener de 2013 a Addis Abeba sota els auspicis de la Unió Africana, que va prometre 45 milions de dòlars. així com una reunió ministerial del grup de l'ajuda internacional i de seguiment sobre la situació a Mali el 5 de febrer de 2013 a Brussel·les per discutir principalment el finançament.

## Efectius
Les forces africanes, desplegades a partir del 17 de gener de 2013, i la força dels quals es va incrementar oficialment el 28 de gener de 2013 a 7.700 militars mentre que 1.900 van arribar a Mali en aquesta data, es compon de la següent manera:
| Tropes promeses pels estats de l'Àfrica Occidental (el 22 de gener de 2013) | Tropes promeses pels estats de l'Àfrica Occidental (el 22 de gener de 2013) |
| --------------------------------------------------------------------------- | --------------------------------------------------------------------------- |
| Txad                                                                        | 2.400 (integrats el 10 de març de 2013)                                     |
| Nigèria                                                                     | 1.200                                                                       |
| Senegal                                                                     | 500                                                                         |
| Níger                                                                       | 500                                                                         |
| Togo                                                                        | 500                                                                         |
| Burkina Faso                                                                | 500                                                                         |
| Benín                                                                       | 650                                                                         |
| Costa d'Ivori                                                               | 500 (batalló logístic)                                                      |
| Guinea                                                                      | 144                                                                         |
| Guinea Bissau                                                               | nc                                                                          |
| Ghana                                                                       | 120                                                                         |
| Libèria                                                                     | una secció                                                                  |
| Sierra Leone                                                                | una companyia de manteniment                                                |
| AFISMA                                                                      | 7.700 (el 25 de gener de 2013)                                              |

Un contingent txadià de 550 homes el 24 de gener de 2013 i que era format per 2.400 homes el 13 de març de 2013 es va unir a l'operació, però no s'integra a AFISMA fins al març de 2013. El 28 de gener de 2013 es va anunciar el desplegament de forces armades de Burundi i Kenya que no són part de la Comunitat Econòmica dels Estats d'Àfrica Occidental.

## Història
El 10 de gener de 2013 la situació militar es deteriora ràpidament per a l'exèrcit malià. Els insurgents prenen la ciutat de Konna i es dirigeixen cap a Mopti, últim obstacle abans de la capital, Bamako. El president de Mali interí Dioncounda Traoré, crida immediatament al president francès, François Hollande, i li demana ajuda immediata. El president francès va decidir l'11 de gener a la tarda enviar l'exèrcit francès: és el començament de l'operació Serval. L'assistència logística de diverses nacions en els dies següents per recolzar aquesta missió i el desplegament de la missió de suport internacional a Mali són fetes per africans.
El 25 d'abril de 2013 és creat per la resolució 2100 del Consell de Seguretat de les Nacions Unides la Missió Multidimensional Integral de les Nacions Unides per l'Estabilització a Mali (MINUSMA) que es fa càrrec de l'AFISMA a partir de l'1 de juliol de 2013.

## Baixes
Durant la missió han mort 65 soldats: 34 txadians, 28 nigerians, 2 togolesos i 1 burkinabé.